# Escuela de fotografía del Estado de Baviera

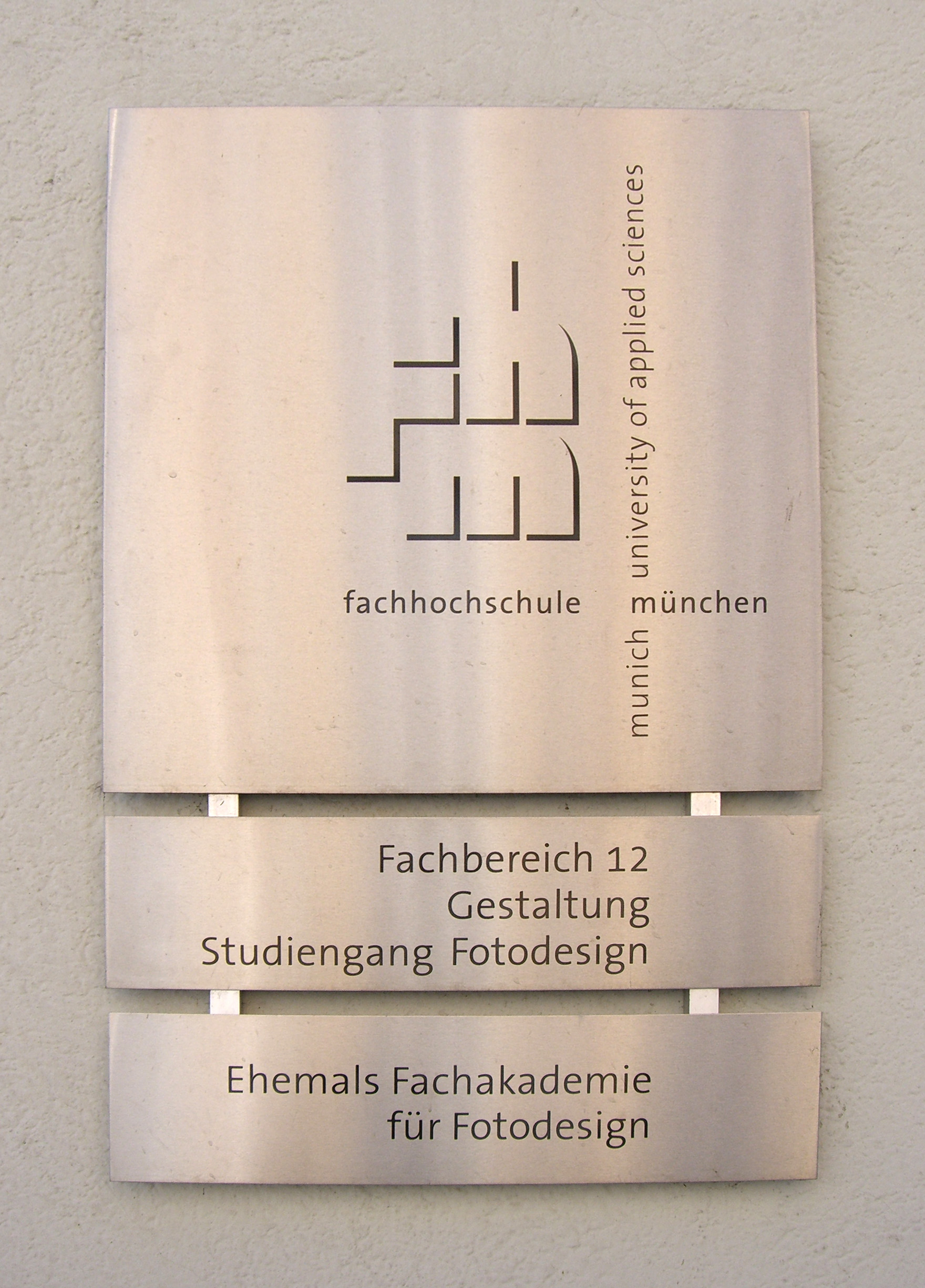
Leyenda en la calle Clemens.

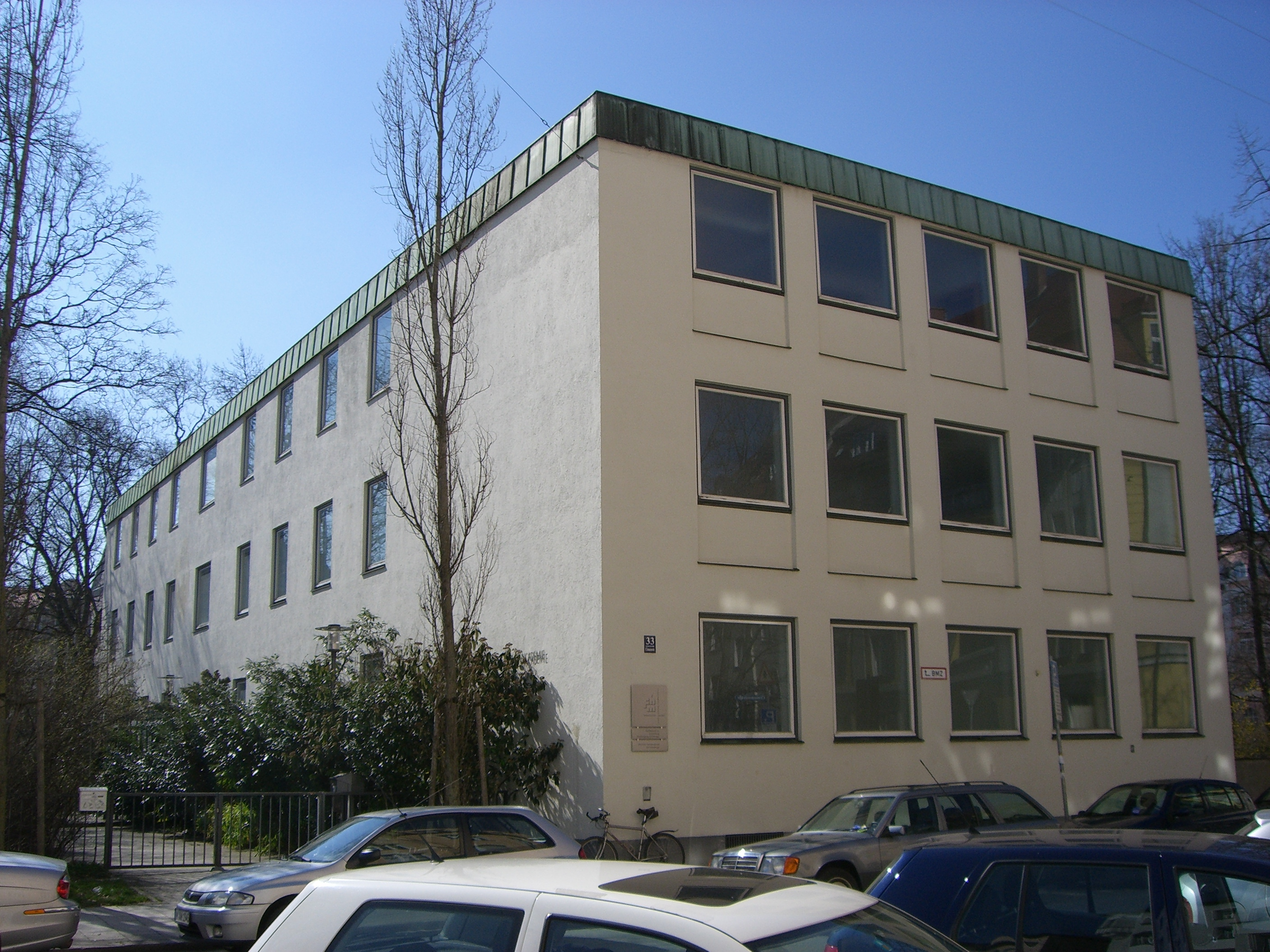
Antigua ubicación en la calle Clemens.

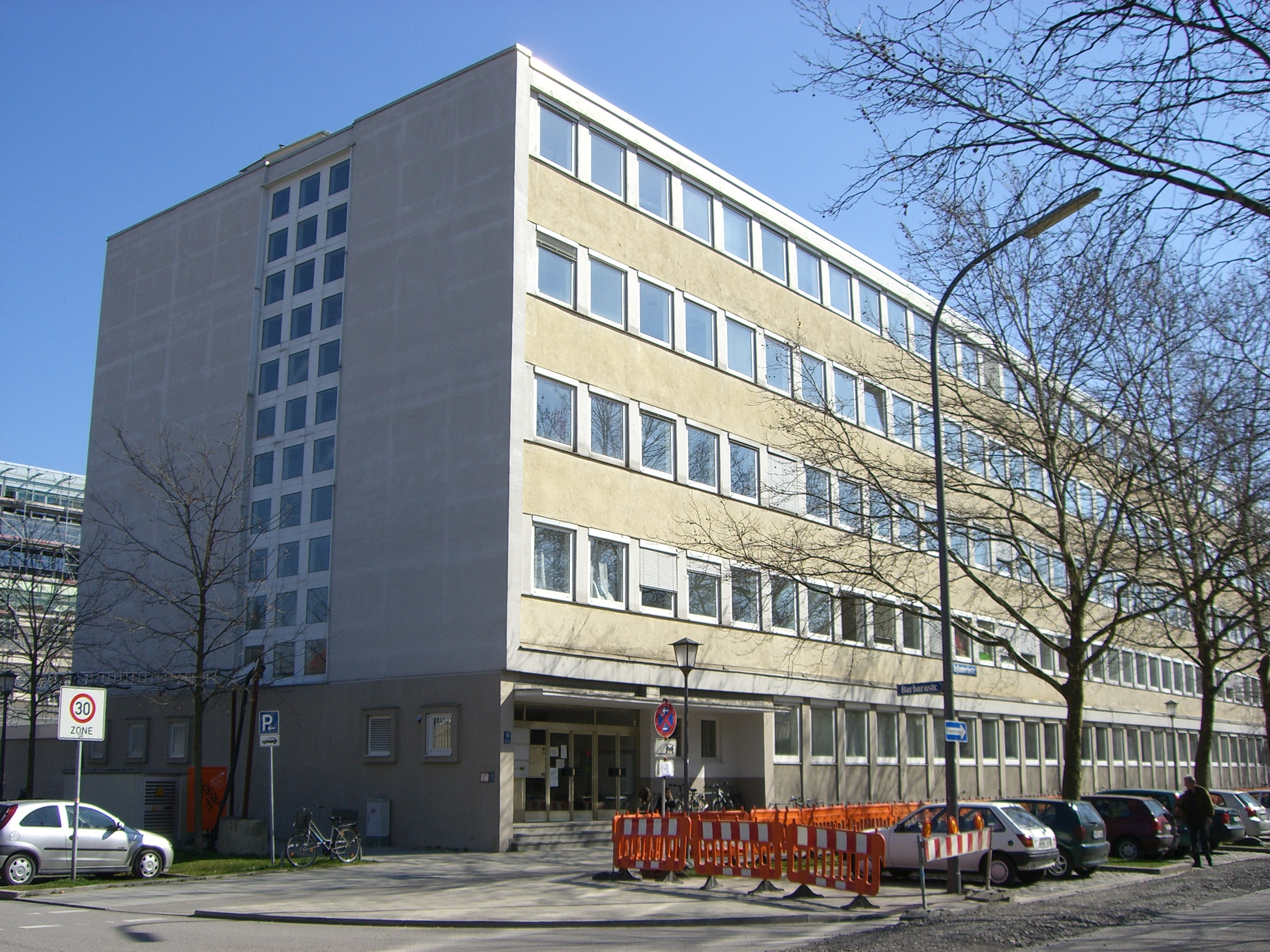
Última ubicación.

La Escuela de Fotografía del Estado de Baviera, también conocida como Staatliche Fachakademie für Fotodesign München,  fue una institución alemana de enseñanza de la fotografía creada el 15 de octubre de 1900.
A lo largo de su siglo de existencia ha recibido diversos nombres:
- Entre 1900 y 1904: Lehr- und Versuchsanstalt für Photographie.
- Entre 1904 y 1928: Lehr- und Versuchsanstalt für Photographie, Chemie, Lichtdruck und Gravüre.
- Entre 1928 y 1954: Bayerische Staatslehranstalt für Lichtbildwesen.
- Entre 1954 y 1999: Bayerische Staatslehranstalt für Photographie.
- Entre 1999 y 2002: Staatliche Fachakademie für Fotodesign München.
- Desde ese año se incluye como estudios de diseño en la facultad de Ciencias aplicadas de la Universidad de Múnich.

Desde 1905 se admitieron mujeres en sus aulas tras incluirse el estudio de artes plásticas y grabado. Entre 1907 y 1913 tuvo como profesor de «Fotografía artística» a Frank Eugene. El nombre de «Escuela estatal del estado de Baviera» lo recibe tras su nacionalización en 1928.

## Miembros
A lo largo de su historia participaron diferentes fotógrafos entre los que se pueden señalar:
- Georg Heinrich Emmerich, (1900-1917) fundador y director.
- Wanda von Debschitz-Kunowski (1900-1902)
- František Drtikol (1901-1903)
- Frank Eugene Smith
- Werner Mantz
- Germaine Krull (1915-1917)
- Lotte Jacobi (1925-1927)
- Willy Zielke como profesor
- Helmut Gernsheim (1934-1936)
- Peter Keetman (1935-1937 & 1947-?)[1]
- Walter E. Lautenbacher (1947-1949)
- Enrique Bostelmann (1957-1960)
- Floris Michael Neusüss (1980-1981)
- Petra Gerschner (1982-1984)
- Juergen Teller (1984-1986)
- Jörg Koopmann (1990-1993)